# Панэнергизм
Панэнергизм (от лат. παν (пан) — «всё, всякий» и лат. ἐνέργεια (энергия) — «сила») — это постмодернистская идея о том, что всё в мире содержит энергию и состоит из неё. Эта идея была широко принята с утверждения формулы эквивалентности массы и энергии. Уайтхед расширяет определение энергии до творческой энергии (или «ментальной энергии» которая является источником любого действия или мысли, очищенной от биологических и психологических смыслов) живой материи, разума или души. Возможно к панэнергизму можно отнести идеи Чжуан-цзы о том, что всё в мире пронизано энергией ци.
Хотя понятие панпсихизма близко понятию панэнергизма, Дэвид Гриффин отрицает их тождественность, указывая, что к панэнергизму ближе панэкспериентализм (panexperientialism, идея о том что опыт является основой любой индивидуальности) или постмодернистский анимизм.
В начале третьего тысячелетия в западном мире всё больше распространяются идеи о духовной энергии, при этом идеи о духовном бытие трансформируются в идеи о энергетическом бытии. Панэнергизм описывает кризис современной метафизики, которая приводит к сдвигу парадигмы от концепции «бытия» к концепцию «бытия-энергии». По Чэну «бытие-энергия» (энергетическое бытиё) имеет некоторые свойства физической энергии: (1) излучает энергию или самое себя (2) проникает в других (3) поглощает излучаемые другими энергии.

## Панентеистическая метафизика
В онтологии панэнергизм означает прямую связь мироздания с божественными действиями без промежуточных звеньев типа мировой души, вечной материи и т. д. Исключает дуализм бога и мира, при этом бог остаётся имманентным и трансцендентным, а мироздание оказывается лишено автономии и суверенности. Мироздание оказывается гетерономно, всецело зависящим от Бога.
Панэнергийная онтология и гносеология предстает версией паламистcкого панентеизма (термин предложен митрополитом Диоклийским Каллистом (Уэром) — представлений восточно-христианской патристики об имманентности Бога в Своих нетварных энергиях сотворенному Им мирозданию. Положения панэнергизма высказывались такими яркими представителями восточно-христианской патристики, как Дионисий Ареопагит, Анастасий I Синаит, Максим Исповедник, Григорий Палама, Марк Эфесский.
В восточно-христианской патристике множественность Божественных энергий проективно соотносится с множественностью мировых явлений. Для раскрытия этого Григорий Палама использует выражение Максима Исповедника (а через него и детализирует представления Дионисия Ареопагита) «умножение Бога», которое выражает взаимное соответствие множественных Божественных действий и множественных фактов тварного бытия. В творении Божественное существование как бы «умножается», «увеличивается» и «расширяется», что соответствует множественности явлений мира.
Следуя современным философам и ученым, развивающим принципы паламистского панентеизма, принцип панэнергизма имеет фундаментальное значение для вопроса об объективном статусе мира и объективном характере научного знания, а также для апологии свободы.
Панэнергизм следует отличать от различных форм энергетизма („энергетической философии“ Э. Хельма, М. Ранкина, В. Оствальда, С. Подолинского и др.), систематически сформулированного В. Оствальдом. Для последнего понятие энергии имеет смысл лишь в рамках интерпретационных моделей частной физической науки (или иных естественных наук), и не раскрывается во всей своей универсальной онтологической общезначимости и объяснительной полноте. Обращаясь к понятию энергии, представители „энергетизма“ отмечают, что именно неуничтожимая энергия должна быть позиционирована как субстанциальная и динамическая первооснова мироздания. В конечном счете, понятие энергии замыкается здесь на закон превращения и сохранения энергии или „комплекс энергий“, познанных естественной наукой.
Вместе с тем панэнергизму оказывается существенно близка энергийно-континуальная (волновая, непрерывно-полевая) физическая картина мира современной науки. Так идея эквивалентности массы и энергии в специальной теории относительности А. Эйнштейна, корпускулярно-волновой дуализм Л. де Бройля, и связанные с ним представления о веществе как квантованных полях, то есть полевой взгляд на вещи и, соответственно, сведение физической картины мира в своем фундаменте к квантованным полям и их взаимодействию (квантово-полевая картина мира), квантовая нелокальность (в микромире и макроскопическом масштабе), и пр. экспериментально подтвержденные концепции современной физики, свидетельствующие, по мысли М. Клайна, о том, что материя как „субстанция, в ее традиционном понимании неуничтожимая, делимая, телесная, твердая и протяженная, исчезла из наших рук и более не существует“, а также все тенденции к универсализации понятия энергии, выраженные, например, в трудах П. Дюгема, Эйнштейна, Л. де Бройля, Э. Шредингера, В. Гейзенберга, полагавшего, что именно энергия есть онтологическая первореальность и субстанция, «фактически энергия это то, из чего созданы все элементарные частицы, все атомы, а потому и вообще все вещи» (С.15), несомненно, коррелируются со смысловым ядром панэнергизма.

## Цитаты
1. ↑  «Ибо, согласно божественному Максиму, „говорится, что Бог из желания приведения [в бытие] каждого из сущих умножается, многократно увеличиваясь промыслительными выступлениями“. Григорий Палама. О Божественных энергиях и их причастии. 3 / Свт. Григорий Палама. Трактаты. Краснодар, 2007. Ср.: „Бог из желания приведения [в бытие] каждого из сущих умножается, многократно увеличиваясь промыслительными выступлениями, но пребывает нераздельно единым, подобно солнцу, посылающему много лучей и пребывающему в единстве“. Максим Исповедник. Схолия „О Божественных именах“. 2, 11. Сочинения. СПб., 2002. „Бог же есть и называется естеством всех существ, потому что все от Него приобщаются и этим приобщением держатся; приобщением, разумеется, не естества Божия, — прочь от такой мысли! — но приобщением Его энергии. Таким образом, Бог есть сущность существ, и в образах Он есть образ, потому что Он первообраз; и мудрость мудрствуемых и вообще Он есть всё во всех“. Григорий Палама. Сто пятьдесят глав. Цит. по: Архим. Киприан (Керн). Антропология святого Григория Паламы. Париж: YMCA-Press, 1950. С. 189. Cap. 78, col. 1176 BC.
2. ↑  „Так, тринитарно-энергийная метафизика решает важнейший для научного сознания вопрос об объективном статусе мира и объективном характере научного знания, утверждая панэнергийный онтологический реализм, подразумевающий действительность мира через его причастие Божественным энергиям и неразрывно связанный с ним панэнергийный гносеологический реализм, подразумевающий возможность познания мира человеком через их (человека и мира) равную сопричастность Божественным энергиям, через их взаимно соотнесенную укорененность в действующем Абсолюте“. С. 365. Н. А. Соловьёв, С. В. Посадский. Панентеистическая метафизика и квантовая парадигма / Н. А. Соловьёв, С. В. Посадский. — СПб.: НП-Принт, 2014.
3. ↑  „Усматривая основание свободы в Божественных энергиях, тринитарно-энергийная метафизика декларирует панэнергизм как фундаментальный принцип обоснования свободы. В принципе панэнергизма тринитарно-энергийная метафизика неразрывно соединяет персоналистическую интерпретацию свободы, подразумевающую ее личностную онтологию, теоцентрическую интерпретацию свободы, подразумевающую ее абсолютный первоисточник в личном Триипостасном Боге, и, наконец, энергийную интерпретацию свободы, конкретизирующую абсолютный первоисточник свободы в лично действующем Триипостасном Боге — в нетварных Божественных энергиях, проецирующих свободу в сотворенное мироздание“. С. 81-82. Там же.
4. ↑   …во внешнем мире не существует абсолютно стабильной, прочной и неразрушимой материальной субстанции»" (С.27), «…Современная физическая теория имеет дело с призраком материи» (С.388)